# Museo ABC
Le Museo ABC est un musée à Madrid, en Espagne, dédié au dessin et à l'illustration.

## Présentation
Installé dans une ancienne brasserie et réaménagé dans sa fonction muséale, il est créé en 2010 sur des fonds privés.  
Sa collection provient du célèbre quotidien espagnol ABC.  
Le musée détient notamment dans ses collections des œuvres des artistes Delhy Tejero, Maruja Mallo, Rosario de Velasco et Marga Gil Roësset, membres du mouvement des Las Sinsombrero, et a exposé le travail des féministes Matilde Ras et Victorina Durán. 
Le musée a aussi présenté l'œuvre de l'écrivaine Elena Fortún, créatrice du célèbre personnage de littérature de jeunesse Celia, illustrée notamment par Gori Muñoz, tous deux exilés du franquisme après la guerre d'Espagne. 

## Expositions
- Dibujo expandido (2015);
- Rébecca Dautremer. Una Biblia (2015);
- La guerra civil. Fernando Vicente et Arturo Pérez-Reverte (2015);
- Cambio de luces. (2016) sur l'illustration des années 1970;
- Dibujantas (Dessinatrices) (2019) avec des illustrations de Blanc et Noir et de La Ilustración Española y Americana et des œuvres de Ángeles Torner Cervera, Piti Bartolozzi, Viera Sparza, Marga Gil Roësset, Maruja Mallo, Rosario de Velasco, María de los Ángeles López Roberts, Madame Gironella, Maroussia Valero, Ceferina de Luque, Matilde Ras, Petra Amorós Domaica, Victorina Durán, Delhi Tejero, Ana Muñoz, Isabel Uceda, Mar Ferrero, María Rosa Bendala, Amparo Brime, Cecilia Hijón, Xelia et Purificación Searle[7].